# Vittoria Ceretti
Vittoria Ceretti (n. 7 iunie 1998, Brescia, Italia) este un fotomodel și o moderatoare de televiziune italiană.